# El Abayarde
El Abayarde es el álbum de estudio debut del rapero puertorriqueño Tego Calderón. Presentado inicialmente como un álbum de hip hop latino, tuvo buena recepción en ciudades de Estados Unidos y otros países latinoamericanos debido a sus canciones de reguetón, además de combinar elementos de salsa inspirado en Ismael Rivera con letras sociales y experiencias personales.
Tuvo un EP promocional por White Lion Records, antes de una publicación oficial como LP en noviembre de 2002. A pesar de su publicación independiente, el álbum obtuvo ventas sobre 200 000 en Puerto Rico para el año siguiente. El álbum celebró 20 años del impacto mundial del género en Rolling Stone.

## Recepción

### Crítica
El Abayarde ha sido descrito como uno de los primeros álbumes de reguetón en tener éxito en Estados Unidos, introduciéndose con las audiencias mainstream de Houston, Nueva York, Miami y Los Ángeles. En retrospectiva, la combinación de ritmos caribeños, predominancia de hip hop, la herencia africana presente en su apariencia y letras, además de sencillos como «Pa' que retozen», «Guasa, Guasa» y «Al natural» lo han citado como parte del éxito comercial y cultural que ha tenido el álbum. Junto con Daddy Yankee, Wisin & Yandel, Héctor & Tito, Don Omar, Ivy Queen, entre otros, son considerados piezas angulares en la descrita «era dorada» del reguetón en Norteamérica entre 2003 a 2007.

“Ya no se le canta a lo que le interesa escuchar al pueblo. Se han buscado caritas bonitas para que canten la salsa. Y ha aparecido el rap, que con sus intérpretes [como] Tego Calderón, ha llenado el vacío porque habla de lo que ocurre a su alrededor”.
 –Roberto Angleró sobre la caída en popularidad de la salsa (2003).

### Comercial
En primera instancia, la distribución independiente de White Lion fue un éxito en Puerto Rico, vendiendo más de 50 000 copias. Debido a algunas de sus letras explícitas, recibió el sello Parental Advisory, causando la publicación de una nueva edición limpia cuando fue distribuido por BMG U.S. Latin en Estados Unidos. En un artículo de The New York Times publicado en 2003, se revela que el álbum había vendido 200 000 copias, de las cuales 150 mil eran solo en Puerto Rico.
Según un artículo de MTV News en abril de 2005, el álbum ha registrado ventas sobre 350 000 copias a nivel mundial. Por otra parte, sus ventas registradas en Estados Unidos fueron de 132 000 copias, según Nielsen SoundScan en 2006.

### Reconocimientos
| Publicación              | Lista                                                    | Posición | Ref.   |
| ------------------------ | -------------------------------------------------------- | -------- | ------ |
| Los 600 de Latinoamérica | 600 discos 1920-2022                                     | 15       | [ 17 ] |
| Rolling Stone            | Los 250 mejores álbumes del siglo XXI hasta ahora (2025) | 125      | [ 18 ] |

## Lista de canciones

### El Abayarde: EP
| N.º   | Título              | Productor(es)        | Duración |  |
| 1.    | «Dominicana»        | DJ Nelson            | 4:14     |  |
| 2.    | «Pa' que retozen»   | DJ Joe               | 2:33     |  |
| 3.    | «Masucamba»         | Luny Tunes · Noriega | 3:35     |  |
| 4.    | «Masucamba (Remix)» | DJ Metro             | 3:18     |  |
| 13:40 |                     |                      |          |  |

### Edición estándar
| N.º   | Título                              | Productor(es)                              | Duración |  |
| 1.    | «Intro» (con Luisma)                | Noriega                                    | 0:46     |  |
| 2.    | «Abayarde»                          | Maestro                                    | 3:22     |  |
| 3.    | «Al natural»                        | Luny Tunes · Noriega                       | 3:33     |  |
| 4.    | «Poquito»                           | Echo                                       | 3:03     |  |
| 5.    | «Pa’ que retozen [sic]»             | DJ Joe                                     | 2:31     |  |
| 6.    | «Interlude»                         | Bataklán · Carlos Calderón · Jomar Abrante | 0:46     |  |
| 7.    | «Loíza»                             | DJ Adam · Ángel “Cachete” Maldonado        | 3:10     |  |
| 8.    | «No me la explota» (con Eddie Dee)  | Coo-kee                                    | 4:39     |  |
| 9.    | «Interlude»                         | Bakatlán                                   | 0:34     |  |
| 10.   | «Guasa, Guasa»                      | Luny Tunes · Noriega                       | 4:00     |  |
| 11.   | «Dominicana»                        | DJ Nelson                                  | 4:12     |  |
| 12.   | «Cambumbo»                          | Coo-kee                                    | 2:59     |  |
| 13.   | «Salte del medio»                   | Maestro                                    | 3:09     |  |
| 14.   | «Tus ojos» (con Maestro)            | Maestro                                    | 3:59     |  |
| 15.   | «Los difuntos»                      | Coo-kee · Maestro                          | 3:05     |  |
| 16.   | «Lleva y trae» (con Jessy)          | Luny Tunes · Noriega                       | 1:52     |  |
| 17.   | «Bonsái» (con Maestro)              | DJ Adam                                    | 3:05     |  |
| 18.   | «Gracias»                           | Echo                                       | 4:24     |  |
| 19.   | «Plante bandera» (con Tempo Alomar) | Rey Peña · Willie Sotelo                   | 4:14     |  |
| 57:22 |                                     |                                            |          |  |

Créditos de samples y composición
- «Abayarde» contiene un sample no acreditado de «Minnie the Moocher» (1931), interpretado por Cab Calloway.
- «Dominicana» contiene una interpolación de «Ojos chinos» (1983), compuesto por Rogelio “Kito” Vélez e interpretado por El Gran Combo de Puerto Rico.
- El segundo «Interlude» contiene una interpolación lírica de una composición por Rafael Cepeda Atiles.
- «Salte del medio» contiene un sample de «Witinila» (1974), compuesto por Javier Vázquez e interpretado por Ismael Rivera.
- «Bonsai» contiene un sample no acreditado de «Diseases» (1980), interpretado por Papa Michigan & General Smiley.
- «Plante bandera» contiene una interpolación de la canción de mismo nombre, compuesto por Tite Curet Alonso e interpretado por Tommy Olivencia y su Orquesta con Chamaco Ramírez (1975).

## Posicionamiento en listas
| Listas (2003)                       | Mejor posición |
| ----------------------------------- | -------------- |
| Estados Unidos (Heatseekers Albums) | 47             |
| Estados Unidos (Independent Albums) | 29             |
| Estados Unidos (Latin Pop Albums)   | 11             |
| Estados Unidos (Top Latin Albums)   | 17             |

| Listas (2003)                     | Mejor posición |
| --------------------------------- | -------------- |
| Estados Unidos (Latin Pop Albums) | 19             |
| Estados Unidos (Top Latin Albums) | 60             |

| Listas (2004)                     | Mejor posición |
| --------------------------------- | -------------- |
| Estados Unidos (Top Latin Albums) | 49             |

## Premios y nominaciones
| Año  | Premios                               | Categoría                         | Resultado |
| ---- | ------------------------------------- | --------------------------------- | --------- |
| 2003 | Premios Grammy Latinos                | Mejor álbum de rap/hip-hop        | Nominado  |
| 2003 | Premios Billboard de la Música Latina | Mejor álbum latino de rap del año | Nominado  |
| 2004 | Premios Lo Nuestro                    | Álbum urbano del año              | Nominado  |

## Historial de lanzamiento
| País           | Fecha               | Formato                           | Edición  | Discográfica                          | Ref.   |
| -------------- | ------------------- | --------------------------------- | -------- | ------------------------------------- | ------ |
| Puerto Rico    | 2002                | Disco compacto                    | EP       | White Lion Records                    |        |
| Mundo          | 1 de julio de 2003  | Disco compacto · Descarga digital | Estándar | White Lion · Jiggiri · BMG U.S. Latin | [ 6 ]  |
| Estados Unidos | 5 de agosto de 2003 | Disco compacto                    | Clean    | RCA                                   | [ 13 ] |